# Брансуик (округ, Северная Каролина)
Округ Брансуик (англ. Brunswick County) располагается в штате Северная Каролина, США. Официально образован в 1764 году. По состоянию на 2010 год, численность населения составляла 107 431 человека.

## География
По данным Бюро переписи США, общая площадь округа равняется 2719,503 км2, из которых 2214,452 км2 суша и 505,051 км2 или 18,590 % это водоёмы.

## Население
По данным переписи населения 2000 года в округе проживает 73 143 жителей в составе 30 438 домашних хозяйств и 22 037 семей. Плотность населения составляет 33,00 человек на км2. На территории округа насчитывается 51 431 жилых строений, при плотности застройки около 23-ти строений на км2. Расовый состав населения: белые — 82,30 %, афроамериканцы — 14,38 %, коренные американцы (индейцы) — 0,68 %, азиаты — 0,27 %, гавайцы — 0,04 %, представители других рас — 1,32 %, представители двух или более рас — 1,01 %. Испаноязычные составляли 2,68 % населения независимо от расы.
В составе 25,70 % из общего числа домашних хозяйств проживают дети в возрасте до 18 лет, 58,10 % домашних хозяйств представляют собой супружеские пары проживающие вместе, 10,20 % домашних хозяйств представляют собой одиноких женщин без супруга, 27,60 % домашних хозяйств не имеют отношения к семьям, 22,90 % домашних хозяйств состоят из одного человека, 8,60 % домашних хозяйств состоят из престарелых (65 лет и старше), проживающих в одиночестве. Средний размер домашних хозяйств составляет 2,38 человека, и средний размер семьи 2,76 человека.
Возрастной состав округа: 21,20 % моложе 18 лет, 7,00 % от 18 до 24, 25,70 % от 25 до 44, 29,20 % от 45 до 64 и 29,20 % от 65 и старше. Средний возраст жителя округа 42 лет. На каждые 100 женщин приходится 96,70 мужчин. На каждые 100 женщин старше 18 лет приходится 94,90 мужчин.
Средний доход на домохозяйство в округе составлял 35 888 USD, на семью — 42 037 USD. Среднестатистический заработок мужчины был 30 138 USD против 22 066 USD для женщины. Доход на душу населения составлял 19 857 USD. Около 9,50 % семей и 12,60 % общего населения находились ниже черты бедности, в том числе — 19,40 % молодежи (тех, кому ещё не исполнилось 18 лет) и 8,10 % тех, кому было уже больше 65 лет.